# Praxiergos

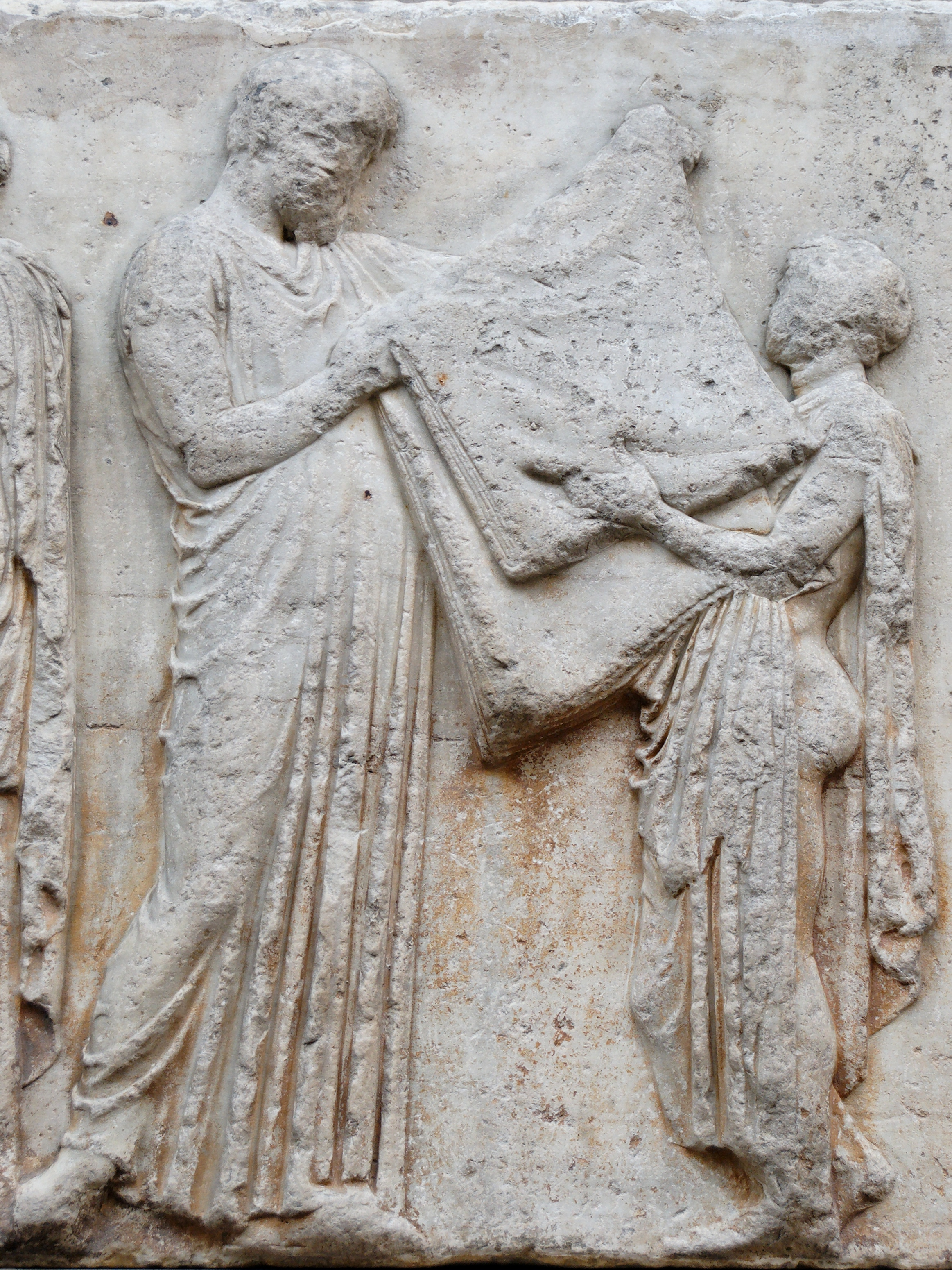
Scène représentant la remise du péplos au centre de la frise Est du Parthénon.

Praxiergos (Praxiergus ou Praxierge, en grec ancien : Πραξίεργος) est une personnalité politique de la Grèce antique.
Il est archonte éponyme d'Athènes l’an 471-470 av. J.-C., et à ce titre, le deux cent treizième archonte annuel.
Praxiergos désigne aussi le nom d’un génos éponyme (Πραξίεργος). Le clan des Praxiergides, formé de riches aristocrates, jouissait d’une influence politique et religieuse notoire. Selon certains, Praxiergos serait représenté recevant le péplos sacré des mains d'un enfant sur la frise Est du Parthénon. 
Il fut par ailleurs membre de l'Aréopage.
Thémistocle fut frappé d’ostracisme sous son administration, puis contraint de s’exiler.